# Aloe citrina
Aloe citrina ist eine Pflanzenart der Gattung der Aloen in der Unterfamilie der Affodillgewächse (Asphodeloideae). Das Artepitheton citrina stammt aus dem Lateinischen, bedeutet ‚zitronengelb‘ und verweist auf die zitronengelben Blüten der Art.

## Beschreibung

### Vegetative Merkmale
Aloe citrina wächst stammlos, einfach oder mit wenigen Ablegern. Die linealisch spitz zulaufenden Laubblätter bilden Rosetten. Die glauke Blattspreite ist bis 60 Zentimeter lang und 15 Zentimeter breit. Auf der Blattoberfläche sind zahlreiche verlängerte weiße Flecken vorhanden. Die grünen, braun gespitzten Zähne am Blattrand sind 1,5 Millimeter lang und stehen 15 bis 35 Millimeter voneinander entfernt.

### Blütenstände und Blüten
Der Blütenstand besteht aus zwei bis sechs Zweigen und erreicht eine Länge von bis zu 2 Meter. Die mehr oder weniger dichten, zylindrisch spitz zulaufenden Trauben sind 25 bis 50 Zentimeter lang und 5 Zentimeter breit. Die eiförmig-spitzen, flaumhaarigen Brakteen weisen eine Länge von bis zu 12 Millimeter auf und sind 4 Millimeter breit. Die hell zitronengelben, kurz filzigen Blüten stehen an bis zu 10 Millimeter langen flaumhaarigen Blütenstielen. Die Blüten sind 28 bis 35 Millimeter lang und an ihrer Basis gerundet. Auf Höhe des Fruchtknotens weisen die Blüten einen Durchmesser von 6 Millimeter auf. Darüber sind sie leicht verengt und schließlich zur Mündung auf 8 Millimeter erweitert. Ihre äußeren Perigonblätter sind auf einer Länge von 18 Millimetern nicht miteinander verwachsen. Die Staubblätter und der Griffel ragen kaum aus der Blüte heraus.

### Genetik
Die Chromosomenzahl beträgt {\displaystyle 2n=14}.

## Systematik und Verbreitung
Aloe citrina ist im Nordosten von Kenia, im Südosten von Äthiopien und im Süden von Somalia auf sandigen Ebenen mit Dornbusch in Höhen von 90 bis 990 Metern verbreitet.
Die Erstbeschreibung durch Susan Carter und Peter Edward Brandham wurde 1983 veröffentlicht.

## Nachweise